# Mycale fisheri
Mycale fisheri är en svampdjursart som först beskrevs av de Laubenfels 1926.  Mycale fisheri ingår i släktet Mycale och familjen Mycalidae.
Artens utbredningsområde är Kalifornien. Inga underarter finns listade i Catalogue of Life.